# Goodwood Trophy 1950
Goodwood Trophy 1950 je bila petnajsta neprvenstvena dirka Formule 1 v sezoni 1950. Odvijala se je 30. septembra 1950.

## Dirka
| Poz | Dirkač               | Dirkalnik        | Čas/Odstop |
| --- | -------------------- | ---------------- | ---------- |
| 1   | Reg Parnell          | BRM P15          | 20m58.4    |
| 2   | Princ Bira           | Maserati 4CLT/48 | 21m00.4    |
| 3   | Bob Gérard           | ERA B            | 21m39.4    |
| 4   | Toulo de Graffenried | Maserati 4CLT/48 | a 1kolo    |
| 5   | Brian Shawe-Taylor   | ERA B            | +1 krog    |
| 6   | Graham Whitehead     | ERA B            | +2 kroga   |
| 7   | Stirling Moss        | HWM              | +2 kroga   |
| 8   | David Hampshire      | Maserati 4CLT/48 | +2 kroga   |
| 9   | Duncan Hamilton      | Maserati 6CM     | +2 kroga   |
| NC  | Geoff Richardson     | RRA              | +3 krogi   |
| NC  | Johnny Claes         | Talbot T26C      | +3 krogi   |
| NC  | Peter Whitehead      | Ferrari 125      | +3 krogi   |
| Ods | Gordon Watson        | Alta F2          |            |
| Ods | Joe Ashmore          | ERA A            |            |